# Живучковые
Живучковые, или Аюговые (лат. Ajugoideae) — подсемейство двудольных растений в составе семейства Яснотковые (Lamiaceae).

## Описание
Древесные или многолетние травянистые растения. Листья простые, реже рассеченные, лопастные или сложные. Листорасположение супротивное или очередное. Цветки собраны в цимозное соцветие. Прицветники, как правило, имеются. Чашечка актиноморфная, 4—5-лопастной. Венчик актиноморфный или слабо зигоморфный состоит из 4—5 лепестков. Тычинок 4, редко 2 или 5.  Пыльца, как правило, с шипиками или бугорками. Семена без эндосперма.  Содержат иридоидные гликозиды и актеозиды, летучие терпеноиды и розмариновая кислота отсутствуют. 

## Классификация
По данным сайта Germplasm Resources Information Network (GRIN), подсемейство включает 27 родов:
- Aegiphila Jacq.
- Ajuga L. — Живучка
- Amasonia L.f.
- Amethystea L.
- Caryopteris Bunge — Кариоптерис
- Clerodendrum L. — Клеродендрум[5]. Ранее некоторыми авторами род включался в семейство Вербеновые (Verbenaceae)[5].
- Discretitheca P.D.Cantino
- Faradaya F.Muell.
- Glossocarya Wall. ex Griff.
- Hosea Ridl.
- Kalaharia Baill.
- Karomia Dop
- Monochilus Fisch. & C.A.Mey.
- Oncinocalyx F.Muell.
- Ovieda L.
- Oxera Labill.
- Pseudocaryopteris P.D.Cantino
- Rotheca Raf.
- Rubiteucris Kudô
- Schnabelia Hand.-Mazz.
- Spartothamnella Briq.
- Tetraclea A.Gray
- Teucridium Hook.f.
- Teucrium L. — Дубровник
- Trichostema Gronov.
- Tripora P.D.Cantino
- Volkameria L.

По другим данным, с состав подсемейства включают 23 рода и около 760 видов.